# Shelby Starner
Shelby E. Starner (East Stroudsburg, 3 de enero de 1984 - Bartonsville, Pensilvania, 22 de junio de 2003) fue una cantante, compositora y música estadounidense. En 1997 firmó un contrato discográfico con Warner Records para lanzar su primer single, "Don't Let Them", dos años más tarde. Starner lanzó su primer álbum de estudio, From in the Shadows (literal, Desde las sombras), en 1999, pero fue un fracaso comercial. Desde el año 2000, Starner trabajaba en un segundo álbum, pero nunca salió a la luz. Cansada de su compañía de discos, Starner canceló su contrato. En junio de 2003, Starner murió repentinamente en su casa debido a las complicaciones de la bulimia nerviosa.

## Biografía
Shelby E. Starner nació el 3 de enero de 1984, en East Stroudsburg, hija de Katherine Hass y Ray J. Starner. Sus padres pronto se separaron. Starner residido en Bartonsville. Comenzó a escribir poesía y canciones a los 11 años. En diciembre de 1997, Starner firmó un contrato discográfico con Warner Records por seis álbumes y una cifra cercana a los $ 5 millones de dólares. Su representante fue Liz Rosenberg y durante un tiempo siguió un programa de escuela en el hogar.

### 1999:Desde las sombras
Starner grabó un vídeo musical de su primer sencillo, "Don't Let Them". El álbum Desde las sombras salió en abril de 1999, pero no tuvo el éxito esperado. Producido por Craig Street, se contó con 13 canciones. A pesar de eso, protagonizó un anuncio publicitario en Dawson's Creek y recibió amplia cobertura en Billboard, Newsweek o USA Today; también acudió a Entertainment Tonight. Newsweek y otros medios elogiaron a Shelby Starner como una "niña prodigio". En abril de 1999, Starner comenzó una pequeña gira por Extremo Oriente y Australia, tras suspender la gira planeada por Estados Unidos.
Un año más tarde, Starner comenzó a trabajar en su segundo álbum con los miembros de los Red Hot Chili Peppers. Las cosas no fueron bien porque Starner recindió el contrato con Warner Bros. Parecía tener la intención de buscar otra compañía, pero en ese momento su madre fue diagnosticada con cáncer de mama. En junio de 2003, Starner pensaba en matricularse para el curso siguiente en la Universidad de Pittsburgh, en Estudios latinoamericanos y escritura.

## Muerte
Según su madre, Shelby Starner aprendió a ocultar los síntomas de la bulimia nerviosa en determinados sitios web de adolescentes. El 22 de junio de 2003, Starner falleció en su casa. La bulimia nerviosa que padecía provocó un trastorno hidroelectrolítico, que causó la inflamación y el derrame cerebral subsiguiente, presentando importantes convulsiones. Los intentos de reanimarla en el Centro Médico de Pocono fueron infructuosos.

## Discografía
- En las sombras : lanzamiento, 6 de abril de 1999.[19]
Label: Warner Bros Registros. Formatos: CD, casete